# Gymnochthebius fumosus
Gymnochthebius fumosus är en skalbaggsart som beskrevs av Perkins 2005. Gymnochthebius fumosus ingår i släktet Gymnochthebius och familjen vattenbrynsbaggar. Inga underarter finns listade i Catalogue of Life.